# Mohamed Elyounoussi
Mohamed Elyounoussi (Al Hoceima, 4 augustus 1994) is een Noors voetballer van Marokkaanse afkomst die doorgaans als offensieve middenvelder speelt. Hij tekende in juli 2023 bij FC Kopenhagen, dat hem overnam van Celtic. Elyounoussi debuteerde in 2014 in het Noors voetbalelftal. Hij is een neef van Tarik Elyounoussi.

## Clubcarrière
Elyounoussi debuteerde in de Tippeligaen voor Sarpsborg 08 FF tegen Odd Grenland op 8 mei 2011. In zijn eerste seizoen kwam hij negenmaal aan spelen toe. In zijn tweede seizoen maakte hij negen doelpunten in 26 wedstrijden.
Op 15 maart 2014 tekende Elyounoussi bij Molde FK. Een week later maakte hij in de thuiswedstrijd tegen Vålerengen IF (2–0 winst) zijn debuut voor de club. Vanaf deze eerste wedstrijd was Elyounoussi een vaste waarde in het basiselftal van Molde en speelde hij in het seizoen 2014 in alle dertig competitiewedstrijden. In die dertig wedstrijden maakte hij dertien doelpunten, waaronder een hattrick op 9 juni 2014 tegen SK Brann. Elyounoussi won met Molde de landstitel, zijn eerste prijs in het betaald voetbal. Ook werd het bekertoernooi gewonnen door in de finale op 22 november Odds BK met 2–0 te verslaan. Enkele minuten voor tijd maakte Elyounoussi zelf het tweede doelpunt. In het seizoen 2015 was Elyounoussi wederom basisspeler en wederom maker van doelpunten, met op 30 mei in de wedstrijd tegen Sandefjord (6–1) opnieuw een hattrick. Op 17 september 2015 speelde hij in de groepsfase van de UEFA Europa League 2015/16 zijn eerste wedstrijd in een Europees clubtoernooi. In de wedstrijd tegen Fenerbahçe SK (1–3 winst) was hij na 53 minuten speeltijd trefzeker (1–2). Elyounoussi beleefde ook een andere primeur in deze wedstrijd – enkele minuten voor tijd kreeg hij voor het eerst in zijn professionele carrière een rode kaart.
Elyounoussi tekende in juli 2016 een contract tot medio 2020 bij FC Basel, de kampioen van Zwitserland in de voorgaande zeven seizoenen.

## Clubstatistieken
| Seizoen | Club            | Land        | Competitie              | Wed. | Doelp. |
| ------- | --------------- | ----------- | ----------------------- | ---- | ------ |
| 2011    | Sarpsborg 08 FF | Noorwegen   | Tippeligaen             | 9    | 0      |
| 2012    | Sarpsborg 08 FF | Noorwegen   | OBOS-ligaen             | 26   | 9      |
| 2013    | Sarpsborg 08 FF | Noorwegen   | Tippeligaen             | 29   | 6      |
| 2014    | Molde FK        | Noorwegen   | Tippeligaen             | 30   | 13     |
| 2015    | Molde FK        | Noorwegen   | Tippeligaen             | 28   | 12     |
| 2016    | Molde FK        | Noorwegen   | Tippeligaen             | 12   | 5      |
| 2016/17 | FC Basel        | Zwitserland | Super League            | 32   | 10     |
| 2017/18 | FC Basel        | Zwitserland | Super League            | 33   | 11     |
| 2018/19 | Southampton     | Engeland    | Premier League          | 16   | 0      |
| 2019/20 | → Celtic        | Schotland   | Scottish Premier League | 3    | 2      |
| Totaal  | Totaal          | Totaal      | Totaal                  | 218  | 68     |

## Interlandcarrière
Elyounoussi speelde in meerdere Noorse jeugdelftallen en maakte in 2014 voor het eerst zijn opwachting in het Noors voetbalelftal. Onder leiding van bondscoach Per-Mathias Høgmo maakte Elyounoussi zijn debuut op 18 januari 2014 in de oefenwedstrijd tegen Polen (0-3) in Abu Dhabi, net als doelman Kenneth Høie (Djurgårdens IF) en aanvaller Mushaga Bakenga (Esbjerg fB). Elyounoussi viel in de wedstrijd na 33 minuten in voor Erik Huseklepp.

## Erelijst
FC Basel
- Super League

2016/17
- Beker van Zwitserland

2016/2017
 Molde FK
- Eliteserien

2014
- Noorse voetbalbeker

2014
1 Trott ·
2 Diks ·
4 Garananga ·
5 Pereira ·
6 Hatzidiakos ·
7 Claesson  ·
8 Mattsson ·
9 Onugkha ·
10 Elyounoussi ·
11 Larsson ·
13 Huescas ·
14 Cornelius ·
15 López ·
16 Robert ·
17 Froholdt ·
19 Chiakha ·
20 Boilesen ·
21 Sander ·
22 Gotsjoleisjvili ·
24 Meling ·
27 Delaney ·
30 Achouri ·
31 Rúnarsson ·
33 Falk ·
36 Clem ·
38 Højer ·
40 Bardghji ·
Coach: Neestrup
· Assistent-coach: Nørregaard
· Keeperstrainer: Christensen